# Nationaler Aktionsplan Integration (Österreich)
Der Nationale Aktionsplan Integration (NAP.I) ist der österreichische Nationale Aktionsplan zur Integration. Er umfasst Maßnahmen zur Förderung der Integration von Migranten, EU-Bürgern bzw. Personen nicht-deutscher Muttersprache sowie von Asylberechtigten und subsidiär Schutzberechtigten. Er wurde am 19. Januar 2010 im Ministerrat beschlossen.

## Definition und Handlungsfelder
Laut NAP.I ist „Integration ein wechselseitiger Prozess, der von gegenseitiger Wertschätzung und Respekt geprägt ist, wobei klare Regeln den gesellschaftlichen Zusammenhalt und den sozialen Frieden sichern“.
NAP.I beinhaltet allgemeine integrationspolitische Leitlinien sowie Herausforderungen, Grundsätze und Ziele in folgenden sieben Handlungsfeldern der Integration:
- Sprache und Bildung,
- Arbeit und Beruf,
- Rechtsstaat und Werte,
- Gesundheit und Soziales,
- interkultureller Dialog,
- Sport und Freizeit,
- Wohnen und die regionale Dimension der Integration.

NAP.I umfasst Maßnahmen von Ländern, Gemeinden, Städten, Sozialpartnern und dem Bund.
Im Rahmen von NAP.I stellte Heinz Fassmann 25 Integrationsindikatoren zum Monitoring des Integrationsprozesses und des Stands der Integration in Österreich. Es handelt sich um 24 statistisch messbare Indikatoren sowie einen subjektiven, mittels Umfragen zu erhebenden Indikator.

## 50 Punkte – Plan zur Integration
Seit Anfang 2016 ist Österreichs bundesweite Integrationsstrategie definiert durch den 50 Punkte – Plan zur Integration von Asylberechtigten und subsidiär Schutzberechtigten in Österreich. Dieser vom Integrationsministerium und vom Expertenrat für Integration erarbeitete Plan beinhaltet 50 Maßnahmen zur Integration von anerkannten Flüchtlingen und subsidiär Schutzberechtigten. Es sind Maßnahmen in den sieben NAP.I Handlungsfeldern sowie allgemeine strukturelle Maßnahmen.